# Gnadenkirche (Rosenau)

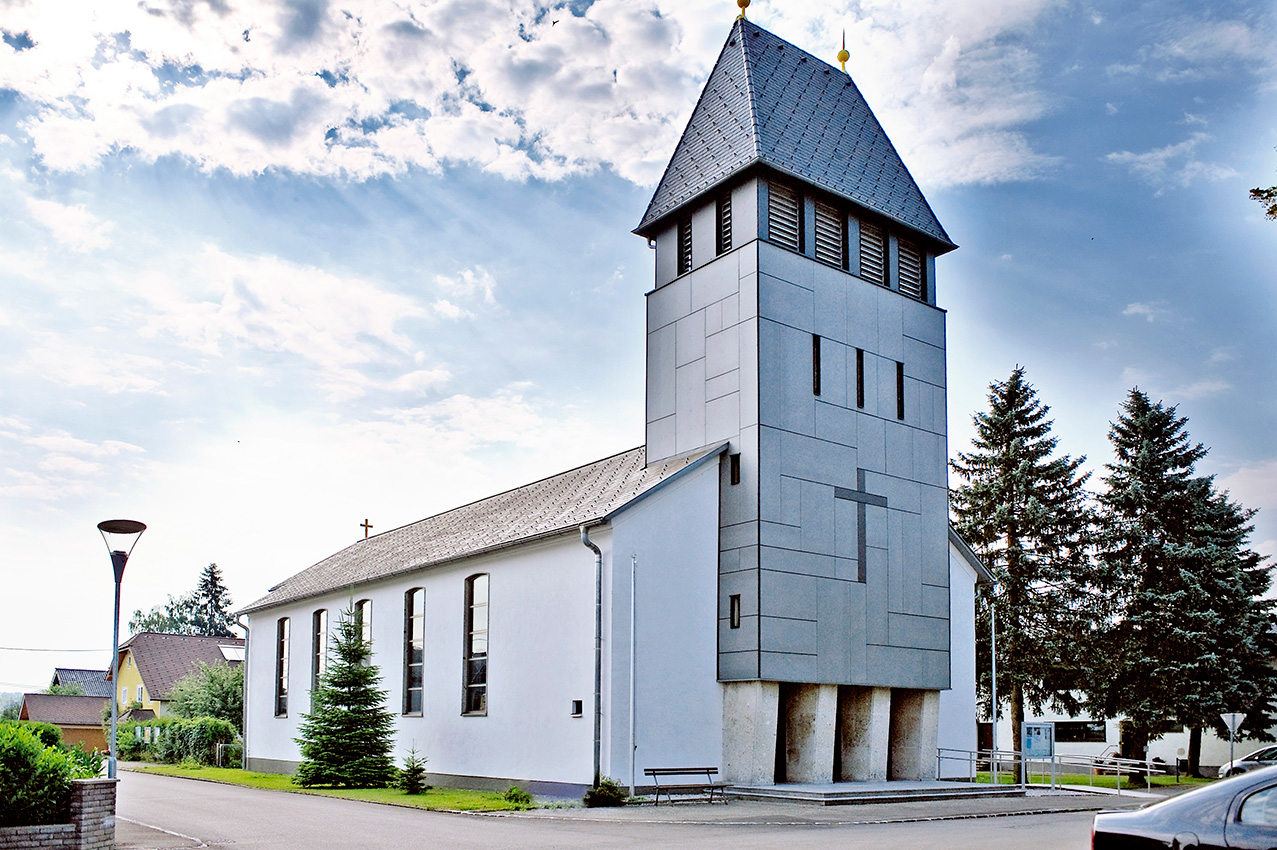
Gnadenkirche

Die Gnadenkirche Rosenau steht in der Ortschaft Rosenau in der Marktgemeinde Seewalchen am Attersee im Salzkammergut in Oberösterreich. Die evangelische Pfarrkirche der Pfarrgemeinde Lenzing-Kammer umfasst die Gemeinden Seewalchen am Attersee, Lenzing, Schörfling und Gampern und gehört zur Superintendentur Oberösterreich der Evangelischen Kirche A.B. in Österreich. Die Kirche steht unter Denkmalschutz (Listeneintrag).

## Geschichte
Die Gnadenkirche steht am Pfarrer-Mathias-Schuster-Platz der ab 1956 entstandenen Siedlung Rosenau.
Am 13. Juli 1954 wurde eine neue Pfarre Lenzing-Kammer gegründet, weil die Pfarrgemeinden Vöcklabruck und Attersee durch Aussiedler aus Siebenbürgen, Ungarn, Jugoslawien und auch aus Schlesien völlig überlaufen waren. Ihren Namen hat sie nach den evangelischen Predigtstationen Lenzing und Kammer (Gemeinde Schörfling), die schon vor dem Krieg bestanden hatten. Im Displaced Persons Camp Kammer (bzw. Schörfling) waren seit 1945 hauptsächlich Siebenbürgener aus Weilau untergebracht waren (deren Dorfpfarrer Mathias Schuster begründete nach seiner Rückkehr aus der Gefangenschaft die Pfarre). Während Kammer von Attersee aus betreut wurde (es war ab 1945 ein Pfarrlehrer hier tätig), gehörte Lenzing zum Pfarrsprengel Vöcklabruck. Erst als 1953 die Aussiedler die österreichische Staatsbürgerschaft bekamen, zeichnete sich einen Zukunft der ehemaligen Siebenbürgener Gemeinde ab.
Am 24. Juni 1956 wurde eine erste Notkirche geweiht, es handelte sich um eine der Baracken des Lagers Kammer, die nach Rosenau übersiedelt wurde.
1957 begann der Bau der Gnadenkirche. Die Einweihung erfolgte am 31. Oktober 1959.
Die Pläne entwarf der Architekt Hubert Taferner aus Linz. Die Bauführung wurde Baumeister Hans Schrödl aus Vöcklabruck übertragen. Im Zuge des Kirchenbaus entstand dann auch die Siedlung Rosenau, die nach dem Bauernehepaar Rosenauer heißt, das die Gründe der Aussiedlergemeinde zur Verfügung stellte.
Aus der Chronik:
- 1959 – Friedensglocke (1. Glocke), Weihe 31. Oktober 1959
- 1960 – Innenausbau der Kirche (Bänke, Boden, …)
- 1962 – Bet- und Zeichenglocke – Schwedenglocke, weil sie ein Geschenk von Schweden war – Weihe 26. Mai 1962
- 1962 – Baubeginn der Orgel, Weihe 31. Jänner 1963

2021 wurde eine neue Orgel von Roland Hitsch/Salzburg mit 18 Registern gebaut.

## Pfarre
Die Pfarrgemeinde A.B. Lenzing-Kammer hat um die 1650 Angehörige und betreut auch einige Angehörige des Helvetischen Bekenntnisses (H.B.).
Zur Pfarrgemeinde gehören neben der Gnadenkirche noch das Pfarramt, ein Wohnhaus, der evangelische Friedhof und der evangelische Kindergarten. Predigtstation ist insbesondere das Alten- und Pflegeheim Lenzing, außerdem feiert man ökumenische Gottesdienste in den katholischen Kirchen Lenzing und Seewalchen.